# 蓬萊吻紅螢
蓬萊吻紅螢（学名：Lycostomus formosanus）为紅螢科吻紅螢屬下的一个种。其种加词“formosanus”意为“台湾的”。